# Саборна црква у Врању
Саборна црква Свете Тројице у Врању је главни и највећи православни храм у Врању и средишња црква Врањске епархије Српске православне цркве.
Представља непокретно културно добро као споменик културе.

## Историјат
Данашњи Саборни храм Свете Тројице налази се на месту старије цркве.
Крајем 18. и почетком 19. века наступио је привредни успон Врања који је пратио буђење и грађанске и српске националне свести, али и обнове верског живота, после укидања Пећке патријаршије.
Велика Саборна црква је грађена уз помоћ врањског паше Хусеина - „великог пријатеља Срба", што је веома сметало домаћим Турцима. Турци и Арнаути из околине су чак на Спасовдан 1843. године опљачкали хришћане и оскрнавили цркве по вароши.
Под утицајем међународне јавности и дипломатских представника, али и по захтеву Врањанаца, Порта је похватала и казнила побуњенике. Царска комисија проценила је штету за порушену Саборну цркву. Како штета није исплаћена то су Врањанци прегли и сопственим средствима и работом подигли нову цркву, по свему судећи, на темељима претходне. Црква је грађена 1858—1860. Градитељ цркве био је Андреја Дамјанов, а потицао је из познате мијачке породице, пореклом из Тресонча у дебарском крају, док је његов брат израдио олтарску преграду.

## Иконостас и иконе
Сликарски део посла на иконостасу Црквена општина је поверила Димитру Крстевичу - Дичу, зографу, тада најпознатијем и најдаровитијем иконописцу у вардарској Македонији. У периоду од 1844. године до 1866. он је насликао већи број иконостасних целина и појединачних икона. Тако је постао најплоднији мајстор позновизантијског иконописа прожетог, тек упливима италокритског манира са декоративно прихваћеним "барокним“ украсима, али и са изразитим смислом за, условно речено, реалистичко моделовање инкарната светитељских ликова.
На иконостасу Саборне цркве у Врању насликао је престоне и празничне иконе, ликове апостола и целивајуће иконе, док су слике у соклу, царске двери и Крст Христовог распећа сликали други иконописци, знатно слабијих сликарских могућности.

## Обнова
Обнова Саборне цркве у Врању започета је 1994. године. Звоник је обновљен и надграђен 1996. године, а унутрашњи радови на статичкој санацији и обнови цркве реализовани су до 1998. године: у тремовима су дограђени Капела Светог Игњатија Богоносца и Крстионица Часног Крста.
Црква је у потпуности завршена у периоду од 2000. до 2008. године (окончани су сви унутрашњи радови, стављен је нов бакарни кров и нови крстови, урађена је спољашња фасада), када је свечано обележено 150 година од њене изградње.